# هفتم کوچک
هفتم کوچک (انگلیسی: Minor seventh) در تئوری موسیقی یکی از دو فاصله‌ای است که شامل هفت نت روی پنج خط حامل می‌شود. این فاصله بین دو فاصله هفتم کوچک و بزرگ، کوچک خوانده می‌شود چراکه دارای ده نیم‌پرده است در حالی که هفتم بزرگ یازده نیم‌پرده دارد. برای نمونه، فاصله بین دو نت لا (A) و سل (G) یک هفتم کوچک است. چنانکه سل ده نیم‌پرده بالای لا قرار گرفته است و بین‌شان هفت نت وجود دارد. فواصل هفتم کاسته و افزوده نیز دارای هفت نت هستند اما در تعداد نیم‌پرده‌ها باهم اختلاف دارند (به ترتیب ۹ و ۱۲ نیم‌پرده.)

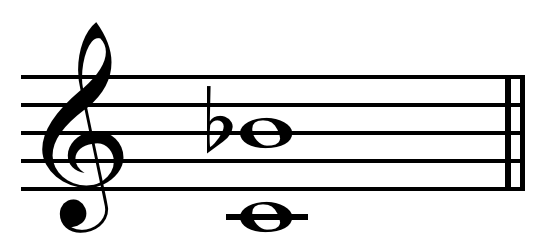
فاصله هفتم کوچک از نت «دو» تا «سی بمل»